# Hříšice
Hříšice, Duits: Reispitz, is een gemeente in het zuiden van Tsjechië. Het dorp Hříšice ligt minder dan 17 km van de grens met Oostenrijk tussen České Budějovice en Brno, 76 km van České Budějovice en 81 km van Brno. Hříšice telde 332 inwoners in 2024.
Báňovice ·
Bednárec ·
Bednáreček ·
Blažejov ·
Bořetín ·
Březina ·
Budeč ·
Budíškovice ·
Cep ·
Cizkrajov ·
Červený Hrádek ·
České Velenice ·
Český Rudolec ·
Číměř ·
Člunek ·
Dačice ·
Dešná ·
Deštná ·
Dívčí Kopy ·
Dobrohošť ·
Dolní Pěna ·
Dolní Žďár ·
Domanín ·
Doňov ·
Drunče ·
Dunajovice ·
Dvory nad Lužnicí ·
Frahelž ·
Hadravova Rosička ·
Halámky ·
Hamr ·
Hatín ·
Heřmaneč ·
Horní Meziříčko ·
Horní Němčice ·
Horní Pěna ·
Horní Radouň ·
Horní Skrýchov ·
Horní Slatina ·
Hospříz ·
Hrachoviště ·
Hříšice ·
Chlum u Třeboně ·
Jarošov nad Nežárkou ·
Jilem ·
Jindřichův Hradec ·
Kačlehy ·
Kamenný Malíkov ·
Kardašova Řečice ·
Klec ·
Kostelní Radouň ·
Kostelní Vydří ·
Kunžak ·
Lásenice ·
Lodhéřov ·
Lomnice nad Lužnicí ·
Lužnice ·
Majdalena ·
Nová Bystřice ·
Nová Olešná ·
Nová Včelnice ·
Nová Ves nad Lužnicí ·
Novosedly nad Nežárkou ·
Okrouhlá Radouň ·
Peč ·
Písečné ·
Pístina ·
Plavsko ·
Pleše ·
Pluhův Žďár ·
Polště ·
Ponědraž ·
Ponědrážka ·
Popelín ·
Příbraz ·
Rapšach ·
Ratiboř ·
Rodvínov ·
Roseč ·
Rosička ·
Slavonice ·
Smržov ·
Staňkov ·
Staré Hobzí ·
Staré Město pod Landštejnem ·
Stráž nad Nežárkou ·
Strmilov ·
Stříbřec ·
Střížovice ·
Studená ·
Suchdol nad Lužnicí ·
Světce ·
Třebětice ·
Třeboň ·
Újezdec ·
Velký Ratmírov ·
Vícemil ·
Višňová ·
Vlčetínec ·
Volfířov ·
Vydří ·
Záblatí ·
Záhoří ·
Zahrádky ·
Žďár ·
Županovice